# Веницы
Веницы — деревня в Устюженском районе Вологодской области. Входит в состав Никифоровского сельского поселения, с точки зрения административно-территориального деления — центр Никифоровского сельсовета. До 9 апреля 2009 года деревня Веницы была центром Никифоровского сельского поселения.
Расстояние до районного центра Устюжны по автодороге — 21 км, до центра муниципального образования посёлка Даниловское по прямой — 6 км. Ближайшие населённые пункты — Вешки, Выползово, Загорье.
По переписи 2002 года население — 208 человек (105 мужчин, 103 женщины). Преобладающая национальность — русские (80 %).
В начале XX века в деревне действовала земская школа. В советское время Веницы были центром колхоза "Выдвиженец".
В деревне расположены памятники архитектуры усадьба, усадьба Островидовой, церковь Воскресения Христова.
В 2022 году в деревне был открыт мемориал землякам-участникам Великой Отечественной войны.